# スウェーデン・ラジオ・セッションズ
『スウェーデン・ラジオ・セッションズ』 (The Swedish Radio Sessions) は、イングランドのロック・バンドのザ・ナイスが、デビュー・アルバム発表前の1967年にスウェーデンで行なったラジオ・セッションを収録したCDである。

## 解説
ザ・ナイスは1967年5月にP.P.アーノルドの前座兼バック・バンドとして結成された。同年9月にアーノルドの一時帰国に伴って独立して、彼女のマネージャーだったアンドリュー・ルーグ・オールダムの下で活動を始めた。
2001年に発表された本作のライナーノーツによると、彼等は同年10月6日から20日まで、オールダムが主催するヨーロッパ・ツアーにイミディエイト・レコードに所属するミュージシャンやバンドと共に参加し、スウェーデンを含む数か国を巡った。同ライナーノーツは、本作に収録されたスウェーデン・ラジオのセッションの録音年月日は不明で場所はストックホルムのDRコンサートホールであろうとしている。一方、2014年に出版されたHang on to a Dream: The Story of the Niceは、彼等はオールダムのツアーには参加しておらず、同年11月14日に国内ツアーを終えた後に初の海外ツアーとしてスカンディナヴィア公演を開催し、デンマークでラジオ・セッションを行なったとしている。

## 収録曲
| #         | タイトル                                                      | 作詞・作曲                                  | 時間  |
| --------- | ------------------------------------------------------------- | ------------------------------------------- | ----- |
| 1.        | 「シー・ビロングズ・トゥ・ミー She Belongs To Me」            | Bob Dylan                                   | 5:42  |
| 2.        | 「フラワー・キング・オブ・フライズ Flower King Of Flies」     | Lee Jackson, Keith Emerson                  | 4:11  |
| 3.        | 「ソンブレロ・サム Sombrero Sam」                             | Charles Lloyd                               | 7:17  |
| 4.        | 「ユー・キープ・ミー・ハンギン・オン You Keep Me Hanging On」 | Eddie Holland, Lamont Dozier, Brian Holland | 6:28  |
| 5.        | 「ナイスの思想 The Thoughts Of Emerlist Davjack」             | David O'List, Emerson                       | 2:51  |
| 6.        | 「ロンド Rondo」                                              | Emerson, O'List, Brian Davison, Jackson     | 12:13 |
| 合計時間: | 合計時間:                                                     | 合計時間:                                   | 38:42 |

## 参加ミュージシャン
- キース・エマーソン　Keith Emerson – オルガン
- リー・ジャクソン　Lee Jackson – ベース・ギター、ヴォーカル
- ブライアン・デヴィソン　Brian Davison – ドラムス
- デヴィッド・オリスト　David O'List – ギター、ヴォーカル